# Jedrick Wills
Jedrick Wills Jr. (* 17. Mai 1999 in Lexington, Kentucky) ist ein US-amerikanischer American-Football-Spieler auf der Position des Offensive Tackles für die Cleveland Browns in der National Football League (NFL). Zuvor spielte er College-Football für Alabama und wurde von den Browns in der ersten Runde des NFL Draft 2020 ausgewählt.

## High School
Wills ist in Lexington, Kentucky, aufgewachsen und besuchte die Lafayette High School. Als Junior und Senior wurde er von der Associated Press in die erste Mannschaft All-State berufen und eingeladen, im Under Armour All-America Game zu spielen. Wills wurde als erstklassiges Talent im Bundesstaat Kentucky eingestuft und entschied sich in Alabama College-Football zu spielen und gegen Angebote aus Kentucky, Michigan, Tennessee und Notre Dame.

## College
Wills kam als Freshman in 11 Spielen zum Einsatz. Er startete beim Spiel gegen die Ole Miss, in dem Crimson Tide mit einer Formation mit sechs Linemen begann. Wills wurde in seiner zweiten Saison als rechter Tackle zum Starter ernannt. Er startete in allen 15 Spielen der Crimson Tide und wurde in Woche 7 gegen Missouri zum Offensive Lineman of the Week der Southeastern Conference (SEC) ernannt.
Nach dem Ende der Saison kündigte Wills an, dass er auf seine Saison als Senior verzichten werde, um am NFL Draft 2020 teilzunehmen.

## NFL
Wills wurde im NFL Draft 2020 in der ersten Runde an zehnter Stelle von den Cleveland Browns gedraftet.